# ケニー・クラーク
ケニー・クラーク（Kenny Clarke、本名 Kenneth Clarke Spearman、1914年1月9日 – 1985年1月26日）は、アメリカのジャズ・ドラマー、バンド・リーダー。ビバップ・スタイルのドラミングを築き上げた一人。クロック（Klook）の愛称で親しまれ、また後年にはリアカット・アリ・サラーム（Liaqat Ali Salaam）としても知られた。

## 来歴
1940年代初頭、ニューヨークのジャズ・クラブ「ミントンズ・プレイハウス」のハウス・ドラマーとして「アフターアワー・ジャムズ」に参加、ビバップの誕生からモダン・ジャズへの過渡期をここで過ごす。
シドニー・ベシェを含む初期の世代と同様、チャーリー・パーカー、ディジー・ガレスピー、セロニアス・モンク、カーリー・ラッセルらのバップ・スタイルの出現時の主要なイノベーターらと協演した。また、この時期には、サヴォイ・レコードの専属ドラマーとして多くの作品を録音した。
多くのミュージシャンらがミントンから他のプロジェクトに移って行った際に、若いピアニストで作曲家のジョン・ルイス、ヴィブラフォン奏者のミルト・ジャクソン、そしてベーシストのレイ・ブラウンも加わり、「モダン・ジャズ・カルテット」を結成し、コニー・ケイにドラマーの座を譲るまでの4年ほど在籍した。
晩年は主にパリで暮らし、彼のふだんのバンド仲間や来仏したアメリカのミュージシャンとの演奏、録音をおこなった。
1985年、モントルイユ（フランス）にて71歳で死去。
1988年、『ダウン・ビート』誌の「ダウン・ビート・ジャズ・ホール・オヴ・フェイム（ダウン・ビートのジャズの殿堂）」に推挙される。

## 演奏スタイル
ケニー・クラークの演奏スタイルは、ドラムにおいてビバップ・スタイルの先駆者的存在でありながら、非常に完成されたものであることがわかる。
そのスタイルの基本は三連符「トリプレット」によるものであるが、フィル・インで8分音符や16分音符の連打を用いることも多い。
彼のシンバルレガート中の左手のコンピングはテーマ、及びソリストのフレーズのアクセントを正確に捉え、難なく叩ききってしまう。
彼のソロのフレーズの特徴は、2拍分の三連符の頭にアクセントを置き、6つ割りにして叩くフレーズが多い。
また、ミディアム・テンポの時は16分音符を6つ割りにするフレーズも用いる。
ケニー・クラークは多くの後進ドラマーに大きな影響を与え、とくにアート・ブレイキーとマックス・ローチについては同世代のドラマー達の中でもこのフレーズが顕著に現れている。

## ディスコグラフィ

### ソロ及び共作アルバム
- 『テレフンケン・ブルース』 - Telefunken Blues (1955年、サヴォイ) ※共演：ヘンリー・コーカー、フランク・モーガン、フランク・ウェス、ミルト・ジャクソン、パーシー・ヒース
- 『アーニー・ウィルキンス〜ケニー・クラーク・セプテット』 - Kenny Clarke & Ernie Wilkins (1955年、サヴォイ) ※with アーニー・ウィルキンス
- 『ボヘミア・アフター・ダーク』 - Bohemia After Dark (1955年、サヴォイ) ※共演：キャノンボールとナット・アダレイ、ジェローム・リチャードソン、ハンク・ジョーンズ、ホレス・シルヴァー、ポール・チェンバース
- 『クルックス・クリーク』 - Klook's Clique (1956年、サヴォイ)
- 『ジャズメン・デトロイト』 - Jazzmen: Detroit (1956年、サヴォイ) ※共演：ペッパー・アダムス、ケニー・バレル、トミー・フラナガン、ポール・チェンバース
- 『ケニー・クラーク・セクステット・プレイズ・アンドレ・オデール』 - Plays André Hodeir (1956年、フィリップス) ※共演：ロジェ・ゲラン、ビリー・バイヤーズ、パット・ペック、ヒューバート・ロステイング、マーシャル・ソラール、ルネ・ユルトルジェ、ピエール・ミシュロ
- 『ザ・ゴールデン・エイト』 - The Golden 8 (1961年、ブルーノート) ※共演：ダスコ・ゴイコヴィッチ、レイモンド・ドロー、クリスチャン・ケレンス、ハンブル・デレク、カール・ドレヴォ、フランシー・ボラン、ジミー・ウッド
- Americans in Europe Vol. 1 (1963年、Impulse!) ※オムニバス
- Pieces of Time (1983年、ソウル・ノート) ※共演：アンドリュー・シリル、ドン・モイエ、ミルフォード・グレイヴス
- Special Kenny Clarke (1991年、ジャズ・ミューズ) ※1938年–1959年録音。共演：ベニー・ベイリー、クラーク・テリー、ヒューバート・フォル、ラッキー・トンプソン、トミー・スコット、アート・シモンズ、ジミー・ガーリー、ピエール・ミシュロ

ケニー・クラーク＝フランシー・ボラン・ビッグ・バンド (1962年-1971年)
- 『ジャズ・イズ・ユニヴァーサル』 - Jazz Is Universal (1962年、Atlantic)[1]
- 『クラーク＝ボラン・ビッグ・バンド』 - Handle with Care (1963年、Atlantic)
- Now Hear Our Meanin' (1965年、Columbia)
- Swing, Waltz, Swing (1966年、Philips)
- Out of the Folk Bag (1967年、Columbia)
- 『サックス・ノー・エンド』 - Sax No End (1967年、SABA)
- 17 Men and Their Music (1967年、Campi)[2]
- Jazz Convention Volume 1 (1968年、KPM Music)[3]
- Jazz Convention Volume II (1968年、KPM Music)
- Jazz Convention Volume III (1968年、KPM Music)
- Live at Ronnie’s Album 1: Volcano (1969年、Rearward/Schema)
- 『アット・ロニー・スコッツ・クラブ』 - Live at Ronnie’s Album 2: Rue Chaptal (1969年、Rearward/Schema)
- 『オール・ブルース』 - All Blues (1969年、MPS)
- 『オール・スマイルズ』 - All Smiles (1969年、MPS)
- 『モア・スマイルズ』 - More Smiles (1969年、MPS)
- 『ラテン・カレイドスコープ』 - Latin Kaleidoscope (1969年、MPS)
- More (1969年、Campi)
- 『フェイセス』 - Faces (1969年、MPS) ※『17 Men and Their Music』再発盤
- 『フェリーニ712』 - Fellini 712 (1969年、MPS)
- 『オフ・リミッツ』 - Off Limits (1971年、Polydor)
- Change of Scenes (1971年、Verve) ※with スタン・ゲッツ
- The Second Greatest Jazz Big Band in the World (1971年、Black Lion)
- 『ノーヴェンバー・ガール』 - November Girl (1975年、Black Lion) ※with カーメン・マクレエ、1970年録音
- Clarke Boland Big Band en Concert avec Europe 1 (1992年、Tréma) ※1969年録音